# دوبرا (گولوباتس)
دوبرا (به صربی: Dobra) یک منطقهٔ مسکونی در صربستان است که در گولوباک واقع شده‌است. دوبرا ۶۷۸ نفر جمعیت دارد.